# 忠州塔坪里七層石塔
37°00′58″N 127°52′00″E / 37.015981°N 127.866565°E
忠州塔坪里七層石塔（韓語：충주 탑평리 칠층석탑）為一座統一新羅時期（西元668－935年）的佛塔，推測建於8世紀後期，位於韓國忠清北道忠州市之中央塔史蹟公園內，距今有超過一千二百年的歷史。忠州塔坪里七層石塔在1962年12月被列為韓國國寶第6號。

## 簡介
忠州塔坪里七層石塔位於忠州市中央塔面塔坪里之中央塔史蹟公園內，位於南漢江畔。忠州塔坪里七層石塔高14.5公尺，推測建於8世紀後期，為統一新羅時期的佛塔中規模最大的。因此地位置約莫座落於韓國中央，又稱為中央塔。
推測石塔周圍曾經為寺廟，因為在遺址中找到了一些屋瓦，以及石燈籠的基座。塔的結構為在兩層基壇上豎立七層塔身，每一層塔身由五層石材構成。每一層塔身上的屋頂的四個角略為上翹，使其產生具生命力的動感。塔的頂部有一些雕飾，展現其獨特的風格。
朝鮮日治時期之大正六年〈1917年〉進行修補時，在六層塔身與基壇底下發現舍利與一批文物，其中發現的鏡子被鑒定是高麗時代的遺物。因此可知該塔在建成後，進入高麗時代曾經有供奉與進塔的活動。忠州塔坪里七層石塔在1962年12月10日被列為韓國國寶第6號。

## 圖集

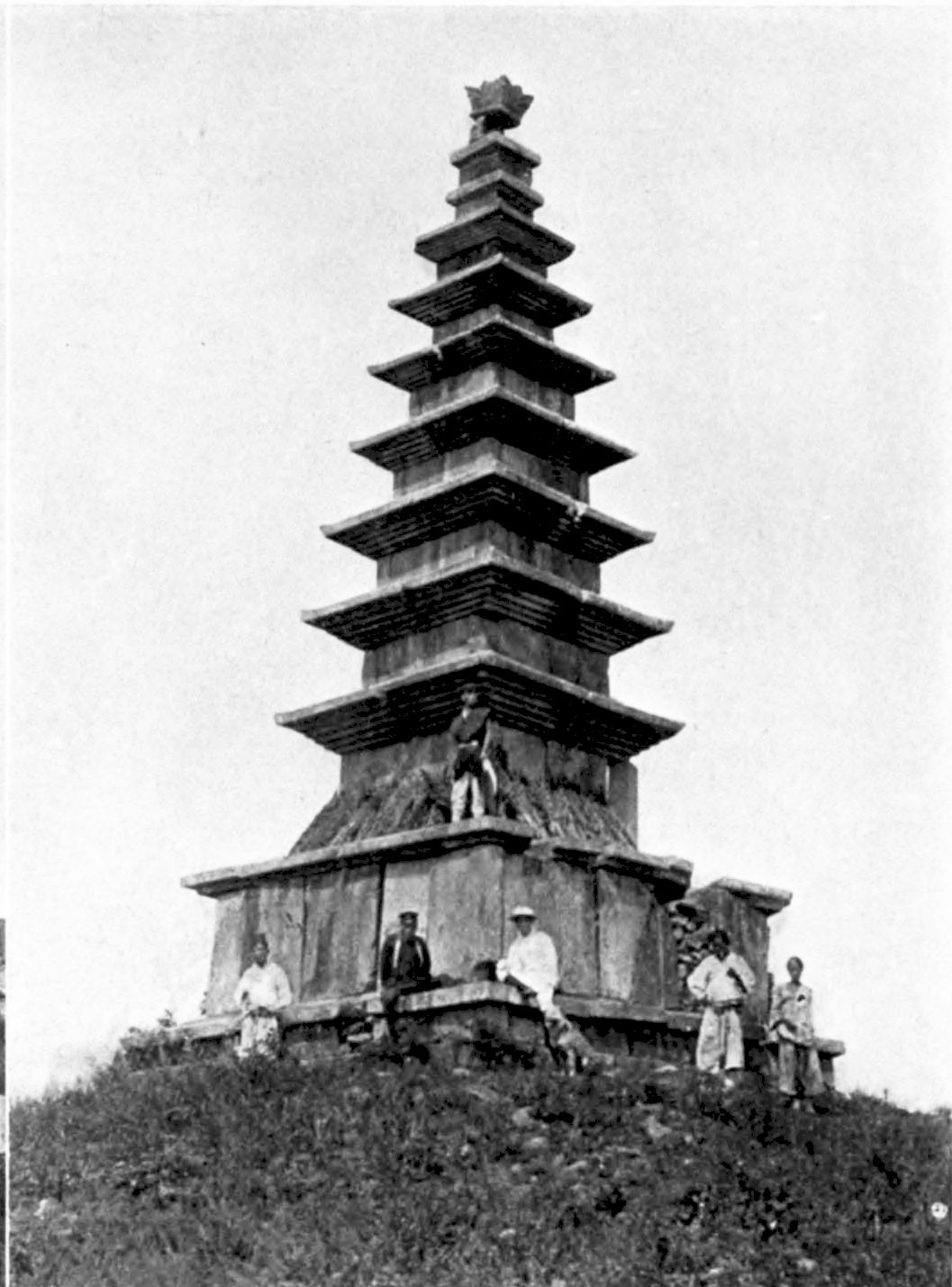
1900年左右的塔坪里七層石塔
遠眺塔坪里七層石塔
另一個角度的塔坪里七層石塔
塔坪里七層石塔的概述
塔坪里七層石塔的結構